# 9664 Brueghel
9664 Brueghel (1996 HT14) là một tiểu hành tinh nằm phía ngoài của vành đai chính được phát hiện ngày 17 tháng 4 năm 1996 bởi Elst, E. W. ở La Silla.